# 湯森 (麻薩諸塞州)
湯森（英語：Townsend）是一個位於美國麻薩諸塞州米德爾塞克斯縣的鎮。

## 人口
根據2020年美國人口普查的數據，湯森的面積為85.80平方千米，當中陸地面積為85.20平方千米，而水域面積為0.60平方千米。當地共有人口9127人，而人口密度為每平方千米106人。